# EL86
EL86, és una vàlvula de buit electrònica fabricada a Europa de tipus pèntode amb base noval B9A de 9 forats.

## Classificació per tensió de filament i funció
Pertany al grup E, el que significa que l'alimentació del filament és de 6,3 V i L, la qual cosa significa que és un pèntode de sortida. Té també una versió: la XL86 (8CW5), la tensió de filament de la qual és de 8 V.

## Característiques principals
L'alimentació del filament és en paral·lel i indirecta: 6,3 V - 0,76 A. Té una tensió màxima d'ànode de 300 V i una potència màxima d'ànode de 12 W. La transconductància és d'11,0 mA/V per tensió de placa de 170 v, tensió de pantalla 170 V i tensió de graella 1 o de control de -12,5 V, o de 13,0 mA/V per tensió de placa de 100 V, tensió de pantalla de 100V i tensió de graella 1 de -5,0 V.

### Característiques mitjana per a una vàlvula en sortida simple classe A
- Tensió de placa: 200 V.
- Tensió de pantalla: 200 V.
- Resistor de càtode. 215 ohms.
- Resistència interna de placa. 2500 ohms.
- Resistor de pantalla, sense desacoblament: 470 ohms.
- Corrent de placa: 64 mA.
- Corrent de pantalla: 3,2 mA.
- Tensió d'entrada d'àudio: 7 V.
- Corrent màxima de pantalla: 11,4 mA.
- Potència de sortida, per a 10% de distorsió harmònica total. 5,3 WW.[1]

## Usos
És de les denominades output stage (amplificació final o etapa de sortida), pel que el seu ús principal és com a vàlvula de sortida a amplificadors d'àudio.
La EL86 va ser molt utilitzada en els receptors de ràdio de Siemens, AEG o Philips. La seva configuració típica va ser en classe A en aquests receptors.
També en equips d'àudio en sortida push-pull (classe A estricta) o en sortida simètrica (classes AB1 o AB2) i en combinats amb sortida sense

## Equivalències i reemplaçaments
El seu equivalent americana és la  6CW5 . Un reemplaçament amb característiques militars és la vàlvula  CV5094 .

## Història
Aquesta vàlvula va ser fabricada l'any 1956 per evitar la necessitat d'utilitzar etapes de preamplificació, que fins aleshores es requerien amb la vàlvula EL41. Va ser un intent de reemplaçament per al model EL84. Però mai va arribar a reemplaçar-la completament. Després es va dissenyar la ECL86 que és un tríode "C" i un pèntode "L" en la mateixa vàlvula. I pertany a les del tipus d'alimentació de 6,3 V "E".